# 菱體刀脂鯉
菱體刀脂鯉（学名：Psectrogaster rhomboides），為輻鰭魚綱脂鯉目脂鯉亞目無齒脂鯉科的其中一個種，分布於南美洲巴西瓜裡貝河及巴納伊巴河流域，體長可達17.8公分，棲息在底中層水域，以生活習性不明。